# Orange (Texas)
Orange is een plaats (city) in de Amerikaanse staat Texas, en valt bestuurlijk gezien onder Orange County. De plaats ligt aan de rivier de Sabine en grenst aan Louisiana.
Orange ligt aan Interstate Highway 10 tussen Beaumont en Lake Charles.

## Geschiedenis
Voor de komst van de Europeanen woonden de Atakapas, een indiaanse stam, rond de monding van de Sabine. De eerste Europeanen in de streek waren Fransen en Spanjaarden. De plaats werd gesticht in 1836 en droeg de eerste jaren verschillende namen: Green's Bluff, Huntley, Jefferson of Madison. De naam Orange werd gekozen omdat er langs de Sabine bomen groeiden die leken op sinaasappelbomen. De haven van Orange was belangrijk voor de overslag van katoen, hout, vee en landbouwproducten. De Amerikaanse Burgeroorlog en de wetteloze jaren erna stopten de groei van de havenstad. Maar tegen het einde van de 19e eeuw was Orange terug welvarend. De haven kende een nieuwe impuls na 1914, toen de havengeul werd uitgebaggerd om grotere schepen toe te laten. Tijdens de Eerste Wereldoorlog kwam er ook een scheepswerf in Orange. Dit leidde tot een sterke bevolkingstoename. Hetzelfde, maar op grotere schaal, gebeurde tijdens de Tweede Wereldoorlog. De scheepswerf draaide overuren, er kwam een marinebasis en ook andere industrie. De bevolking steeg van 7000 naar 60.000. Na de oorlog stabiliseerde de bevolking rond 35.000 inwoners die werkzaam waren in de haven, de petrochemie, staal-, papier- en rubbernijverheid.

## Demografie
Bij de volkstelling in 2000 werd het aantal inwoners vastgesteld op 18.643.
In 2006 is het aantal inwoners door het United States Census Bureau geschat op 17.891, een daling van 752 (-4.0%).

## Geografie
Volgens het United States Census Bureau beslaat de plaats een oppervlakte van
53,8 km², waarvan 52,0 km² land en 1,8 km² water. Orange ligt op ongeveer 152 m boven zeeniveau. De plaats ligt op de westelijke oever van de Sabine, en verder lopen Adams Bayou en Little Cypress Bayou door de plaats.

## Plaatsen in de nabije omgeving
De onderstaande figuur toont nabijgelegen plaatsen in een straal van 20 km rond Orange.

## Geboren
- John Creighton (1943), astronaut
- Bobby Kimball (1947), zanger (Toto)